# General Dynamics Electric Boat
La General Dynamics Electric Boat è la principale azienda statunitense produttrice di battelli subacquei da circa 100 anni. Fa parte del gruppo General Dynamics.

## Storia
Creata nel 1899 come Electric Boat Company da Isaac Rice per mettere in pratica le idee di John Philip Holland a Groton, nello stato del Connecticut, è stata la costruttrice di molte classi di sommergibili americani, sia convenzionali sia nucleari. Il primo sommergibile nucleare fu l'USS Nautilus. Tra le classi di sottomarini nucleari realizzate nello stabilimento, la classe Ohio, la classe Los Angeles, la classe Seawolf e la classe Virginia.
Nel 1952 l'azienda cambiò nome in General Dynamics Corporation, e dopo l'acquisizione della Convair divenne semplicemente General Dynamics, mentre la divisione sommergibili venne rinominata Electric Boat.
I progetti di Holland sono stati acquistati da molti paesi, tra cui Giappone, Russia (con la classe Amerikanskji Golland), i Paesi Bassi e la Gran Bretagna.
Tra i battelli realizzati nel cantiere i sommergibili USS Dace e USS Barb della classe Gato; lo USS Capitaine e USS Besugo della classe Balao; lo USS Trigger e lo USS Harder della classe Tang.